# Скарлет Бірн
Скарлет Ганна Гефнер (н. е. Бірн) (нар. 6 жовтня 1990, Гаммерсміт) — англійська актриса та модель. Найвідоміша своїми ролями як Пансі Паркінсон у серії фільмів про " Гаррі Поттера " та як Лексі в серіалі « Падіння неба» . Бірн також з'явилася в серіалі «Щоденники вампіра» як Нора Гільдегард.

## Кар'єра
Бірн розпочала свою акторську кар'єру в 2005 році в короткометражному фільмі CryBaby, перед тим, як зобразити Хлої Деніелс в епізоді британської телевізійної драми « Лікарі» .
У 2009 році Берн отримала роль Пансі Паркінсон у шостому фільмі в про Гаррі Поттера « Гаррі Поттер і напівкровний принц» перш ніж повторити її роль у двох фінальних фільмах серія. Після закінчення серії фільмів про Гаррі Поттера вона зіграла Бретані в « Лейк-Пласід: Фінальна глава», а також з'явилася у кількох короткометражках, написаних колегою з Гаррі Поттера актором Джессі Кейвом для свого вебсайту Pindippy.
Протягом 2013 року Берн зіграла роль Сари у короткометражному фільмі « Врази» . Бірн стала постійним учасником акторського складу в четвертому сезоні науково-фантастичного шоу Falling Skies . Вона переїхала до Ванкувера для зйомок фільму « Падіння неба» . Поки вона покидає серіал наприкінці 4 сезону, Бірн продовжує роль у передостанньому епізоді серіалу «Поєднання».
У 2015 році вона приєдналася до «Щоденників вампіра» як гібрид відьом-вампірів, єретик, Нора Хільдегард. Бірн була головним персонажем, що повторюється в сьомому сезоні серіалу, і з'явилась у дванадцяти епізодах сезону. Потім персонаж був убитий у шістнадцятому епізоді разом зі своєю нареченою Мері-Луїзою. У неї також була гостьова роль в епізоді комедійного серіалу MTV « Мері + Джейн» .
У 2017 році Бірн зіграла роль Лізи у бойовику-трилері « Небесна стрічка» разом з Гевіном Стенхаузом . У лютому 2017 року Бірн позувала оголеною для журналу Playboy.
У жовтні 2018 року вона приєдналася до Еванни Лінч та її партнера Кео Моцепе на танцях тріо на 4 тижні на Танці з зірками .

## Особисте життя
У серпні 2015 року Берн заручилася з сином Х'ю Хефнера Купером Гефнером у Лондоні. У листопаді 2019 року Бірн та Гефнер оголосили та підтвердили в своїх офіційних та перевірених акаунтах Instagram, що вони одружені.
24 серпня 2020 року у пари народилася перша дочка, а 26 березня 2022 року народилися дочки-близнюки.

## Фільмографія

### Фільм
| Рік      | Назва                                  | Роль            | Примітки        |
| -------- | -------------------------------------- | --------------- | --------------- |
| 2009 рік | Гаррі Поттер і напівкровний принц      | Пенсі Паркінсон | Другорядна роль |
| 2010 рік | Гаррі Поттер і Дари смерті — частина 1 | Пенсі Паркінсон | Камео           |
| 2011 рік | Гаррі Поттер і Дари смерті — частина 2 | Пенсі Паркінсон | Другорядна роль |
| 2017 рік | Небесний                               | Ліза            | Головна роль    |

### Телебачення
| Рік       | Назва                         | Роль                        | Примітки                                        |
| --------- | ----------------------------- | --------------------------- | ----------------------------------------------- |
| 2008 рік  | Лікарі                        | Хлої Даніелс                | Епізод: «Поцілуй мою осику»                     |
| 2012 рік  | Лейк-Пласід: заключний розділ | Бретані                     | Телевізійний фільм                              |
| 2014–2015 | Падіння неба                  | Олексій «Лексі» Скло-Мейсон | Головна роль (4 сезон); гостьова роль (5 сезон) |
| 2015 рік  | Вбивство Sorority             | Дженніфер Тейлор            | Телевізійний фільм                              |
| 2015–2016 | Щоденники вампіра             | Нора Хільдегард             | Повторювана роль (7 сезон); 12 епізодів         |
| 2016 рік  | Мері + Джейн                  | Лейсі                       | Епізод: «Jenéeuary»                             |

### Інша робота
| Рік      | Назва                  | Роль                                     | Примітки                                                                                                   |
| -------- | ---------------------- | ---------------------------------------- | --- |
| 2005 рік | Плаксій                | Н/Д                                      | Short film                                                                                                 |
| 2013     | Lashes                 | Sarah                                    | Short film                                                                                                 |
| 2018     | Dancing with the Stars | Herself / Guest Contestant for Trio Week | Season 27                                                                                                  |
| TBA      | Stick and Poke         | Maggie                                   | Short film Post-production                                                                                 |
| TBA      | Stick and Poke         | Herself                                  | Special thanks: The Blank Theater's Young Playwrights Festival Actor's Workshop Consultant Post-production |